# Schwimmendes Moor
Koordinaten: 53° 26′ 29″ N, 8° 18′ 10″ O

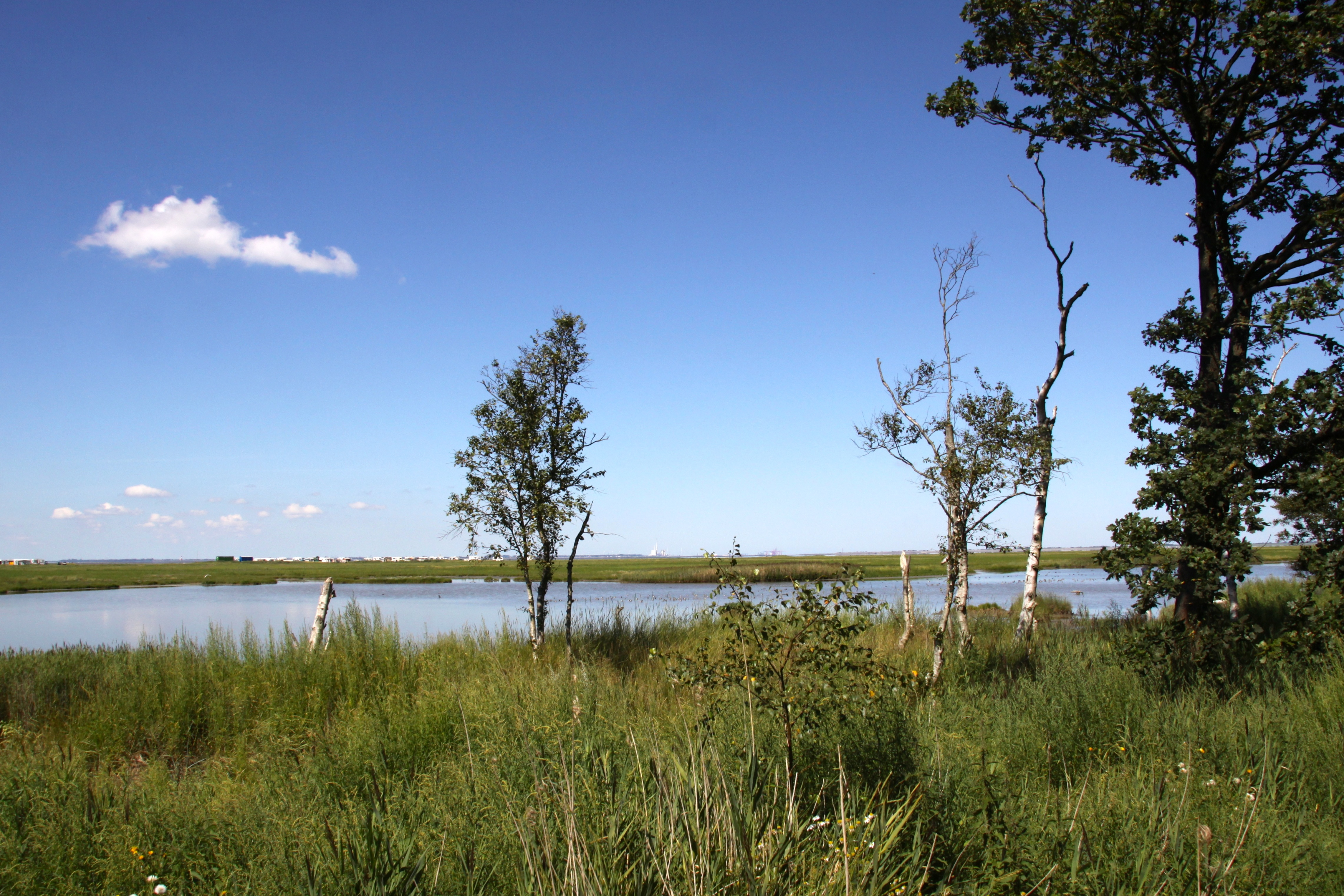
Im Schwimmenden Moor von Sehestedt

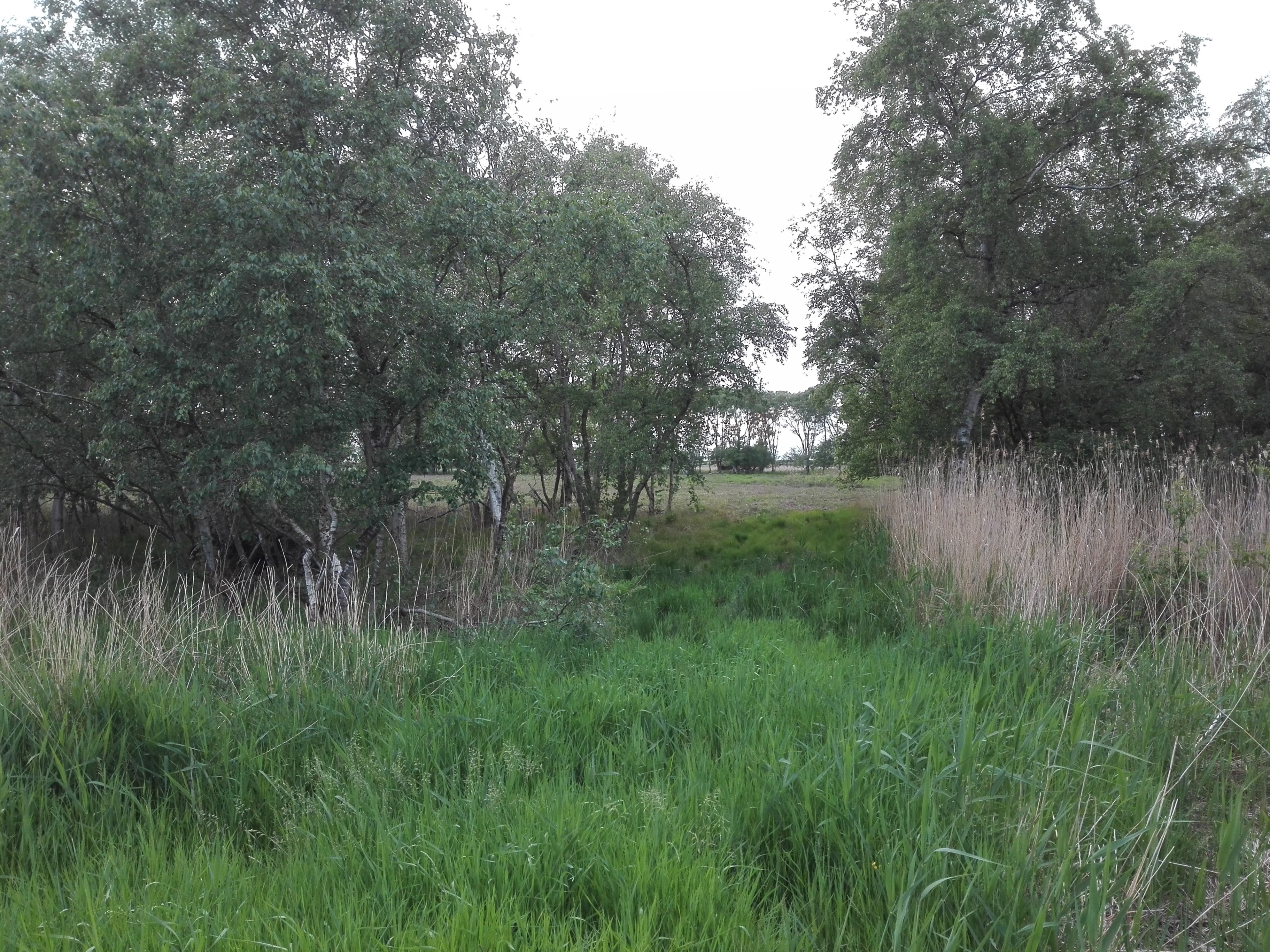
Blick über das Schwimmende Moor auf den Jadebusen

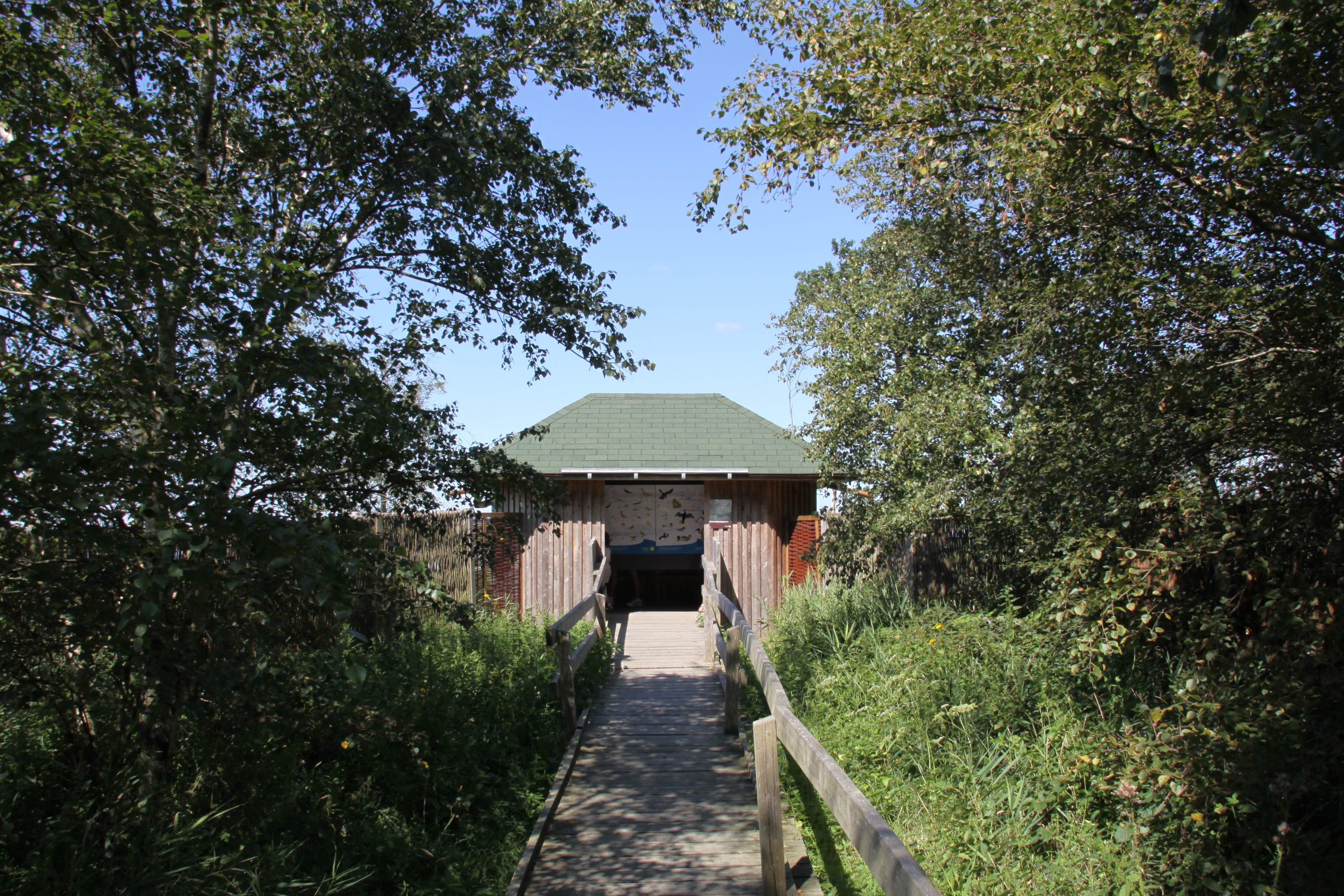
Bohlenweg und Beobachtungsstation im Schwimmenden Moor.

Das Schwimmende Moor oder Sehestedter Außendeichsmoor ist ein am Jadebusen in der Gemeinde Jade (Landkreis Wesermarsch) beim Ortsteil Sehestedt gelegenes einzigartiges Naturdenkmal. Das Moor ist das einzige Außendeichsmoor der Welt und wird heute zu den Überflutungsmooren gerechnet. Seit 1986 ist es Teil des Nationalparks Niedersächsisches Wattenmeer. Vorher stand es als Teil des „Vogelschutzgebiets Jadebusen“ (WE 87) unter Naturschutz.
Ursprünglich lag dieses Moor im Binnenland, vom Meer durch Marschland getrennt. Es entwickelte sich vom Niedermoor zum Hochmoor. Die Unterseite der Torfmooses lag tiefer als die Oberfläche der vorgelagerten Küstenmarsch, seine Oberfläche höher. Vor der Errichtung der Seedeiche im 12. Jahrhundert konnten Sturmfluten aber bis zum Moor vordringen. Mit dem Vordringen des Jadebusens erreichte das Meeresufer das Moor. Bei Sturmfluten wurde das Moor samt darauf errichteten Häusern vom Wasser angehoben. Manchmal wurden erhebliche Moorflächen abgerissen und fortgetrieben, bei Anlaufen des Hochwassers in beträchtlicher Entfernung wieder abgesetzt. Auf der Fläche des heutigen Jadebusens und des im 14. und 15. Jahrhundert bestehenden Lockfleths gingen große Moorflächen verloren. Die ehemaligen Moorflächen wurden auch als Hoben bezeichnet, ursprünglich das friesische Wort für aufschwimmendes Moor.
Während Menschen, Tiere und sogar Gebäude (soweit sie nicht gemauert waren) das Aufschwimmen oft glimpflich überstanden, gab es ein hohes Hochwasserrisiko für angrenzendes Marschland; ließ man den Deiche am Rand des Moores enden, wurden die Deichenden umspült, und ins Moor gebaute Deiche haben eine geringe Festigkeit.
Im 16. Jahrhundert hatte das unbedeichte Moor eine Fläche von 135 ha. Im Jahr 1725 wurde die letzte Lücke zwischen den Ortschaften Schweiburg und Seefeld geschlossen. Seit Anfang des 19. Jahrhunderts sind die Landverluste in diesem Bereich nur noch sehr gering.
Der durch das Moor gebaute Deich bereitet aber nach wie vor statische Probleme. So sackte im Jahr 1958 der Deich durch einen Grundbruch im moorigen Untergrund um 1,50 Meter ab. Der Deich wurde mit neuer Kleierde auf das alte Niveau gehoben. Die Deicherhöhung von 1984 wurde mit einer stählernen Spundwand (Deichhöhe 8,60 Meter) vorgenommen, um das weltweit einzigartige schwimmende Moor nicht zu gefährden. Seit 2011 sichern bis zu 25 Meter tiefe Spundwände die Stabilität des Deichs.
Seit Schließung des Deiches im Jahr 1725 befindet sich ein Teil des Moores außendeichs und wird weiterhin bei Sturmfluten mit Höhen von 3,25 m über NN (das sind 2,50 m über dem mittleren Hochwasser) angehoben und „schwimmt“. Dabei bleibt auf der Mooroberfläche alles intakt (Bäume, Süßwasserkolke bzw. Brunnen). Bis 1908 bestand das letzte noch außendeichs erhaltene Haus, das auf diese Weise die Sturmflut von 1906 überstand. Das Aufschwimmen (vor der Bedeichung ein Aufklappen des ganzen Moorgebietes) gab seinen Bewohnern früher hinreichend Sturmflutensicherheit. Daher gab es im Bereich des Schwimmenden Moores lange keine Bedeichung.
Durch Abbruch der Moorkanten schrumpfte das Schwimmende Moor auf 10 ha. Nur ein kleiner Teil des Deichvorlands, ein Streifen unmittelbar westlich des Seedeichs, besteht aus dem Schwimmenden Moor; den größeren Teil des Deichvorlands bei Sehestedt bilden heute Salzwiesen.
2007 wurden im Moor ein Bohlenweg und eine Beobachtungsstation für Besucher gebaut.